# Летальність
Летальність — статистичний показник, рівний відношенню числа померлих від якоїсь хвороби, поранення тощо до числа перехворілих (уражених) цією хворобою, за певний часовий проміжок. Умовно виражається у відсотках і являє собою міру ризику.

## Відмінність від смертності
Летальність не є синонімом смертності  — частоти випадків смерті у сукупності людей, об'єднаних загальною ознакою. Якщо з популяції розміром 1000 людей захворіло 300, а померло 100 людей, то смертність від захворювання складатиме 10 %, а летальність — 33 %. Якщо ж в іншій популяції з 1000 людей захворіло 50 людей, а померло 40, то смертність буде складати лише 4 %, а летальність — 80 %. В першому випадку від захворювання померло більше людей, але у другому випадку захворювання опинилося більш важким.

## Приклади
Щороку в Україні відмічається 25 тис. госпіталізацій з приводу шлунково-кишкових кровотеч і більш як 4,5 тис. пацієнтів щорічно переносять оперативні втручання з приводу гастродуоденальних кровотеч виразкової етіології. Поряд з цим рівень летальності при виразковій кровотечі залишається стабільним і сягає від 3,5 до 15%.